# Sindia
Sindia (sardinsky: Sindìa) je italská obec (comune) v provincii Nuoro v regionu Sardinie. Nachází se ve výšce 509 metrů nad mořem a má přibližně 1 600 obyvatel. Rozloha obce je 58,57 km².